# Maquinchao
Maquinchao é uma cidade da Argentina, localizada na província de Rio Negro